# William O'Malley
William O'Malley (Buffalo, 18 agosto 1931 – Newton, 15 luglio 2023) è stato un gesuita statunitense, considerato una personalità alla Fordham University.

## Biografia
Si è diplomato alla College of the Holy Cross nel 1953.
Ha poi insegnato teologia e lingua inglese per ventidue anni alla McQuaid Jesuit High School nell'ambito del Advanced placement, un programma congiunto statunitense e canadese volto a dare una istruzione intermedia tra college e università.. Contemporaneamente, è stato a capo del dipartimento teatrale della stessa scuola.
Dalla McQuaid ha ricevuto il premio Knights of the Round Table nel 2004 per aver portato lustro ai valori educativi della scuola
Fino al 2003 è stato professore aggiunto alla Fordham University, passando in seguito alla cattedra di teologia della Seattle University.
Ha pubblicato quarantaquattro libri. Il suo libro Help My Unbelief ha vinto il premio Libro cattolico nel 2009. Un altro suo libro, You'll Never Be Younger: A Good News Spirituality for Those Over 60, ha vinto il premio Catholic media, sezione spiritualità, nel 2016.. Ha anche scritto centinaia di articoli per riviste a tema cattolico.
Ha sostenuto la parte di Padre Dyer ne L'esorcista, film per il quale ha svolto anche la funzione di consulente alla sceneggiatura. La parte gli venne offerta poiché, a seguito di una sua recensione del libro The Exorcist conobbe l'autore, William Peter Blatty, diventandone amico e ricevendo da lui la proposta di partecipazione al film.. Si racconta che il regista Friedkin, per ottenere la giusta emozione durante la ripresa della scena finale per padre Dyer, schiaffeggiò O'Malley subito prima del ciak.
Ha inoltre partecipato al documentario E! True Hollywood Story of the Curse of The Exorcist dedicato al film e le sue leggende.
Ha diretto novantanove recite e musical con studenti e adulti. Da una di esse è stato edito il vinile della colonna sonora The Jesuit Seminary Guilds Present: You'll Never Be Younger, per i quali ha prestato voce e scritto quattro testi.
Ha recitato in altre due drammi tratti da Tennessee Williams e Graham Greene.

## Controversie
Nel 2019 O'Malley è stato accusato da parte di uno studente di abuso sessuale svoltosi negli anni 1980 e successivamente da altri due per avvenimenti risalenti al 1975-76. Le accuse sono state registrate nell'ambito del Child Victims Act, volto a raccogliere tutte le denunce di quel tipo altrimenti in prescrizione.

## Filmografia
- L'esorcista (The Exorcist), regia di William Friedkin (1973)
- Fear & Love in Georgetown: 50 Years of the Exorcist, regia di John Larkin (2023)

## Discografia
- The Woodstock Jesuit Singers - The Jesuit Seminary Guilds Present: You'll Never Be Younger (SJLPS - Jesuit seminar guild)

canto e autore di quattro testi